# HSQLDB
HSQLDB és un sistema de gestió de bases de dades relacionals, està escrit en el llenguatge de programació Java. El seu desenvolupament es basa en el Projecte Hypersonic SQL del Thomas Mueller, que posteriorment ha desenvolupant el gestor de bases de dades H2.
HSQLDB es desenvolupa sota la llicència BSD.
Com a característiques principals podem destacar el suport, encara que no complet, als estàndards SQL-92, SQL-99 i SQL:2003. El pes de l'aplicació és dels més petits (entre 100 kbytes i 600 kbytes depenent de la versió). Aquest sistema gestor de bases de dades ofereix la possibilitat de treballar amb les bases de dades en memòria o guardar-les en el disc dur. Ens podem trobar tant la versió de servidor com a sistema enbegut en una altra aplicació donat la seua reduïda grandària. Aquest sistema gestor compta també amb un driver per a connexió amb aplicacions desenvolupades en el llenguatge Java, driver JDBC.
En aquests moments HSQLDB s'utilitza com a sistema gestor de bases de dades i gestor de persistència en projectes de codi lliure, com Base, el servidor JBoss i els marcs de treball com Hibernate, Grails o Spring. També s'utilitza en productes comercials com Mathematica.